# Maison Tornwaldt
La Maison Tornwaldt est un bâtiment historique de Gdańsk en Pologne.

## Histoire
Elle a été construite en 1892-1893 par la société Herman Prochnow. Son premier propriétaire était le laryngologue Gustaw Ludwik Tornwaldt. Pendant la Première Guerre mondiale, le bâtiment abritait le commandement royal prussien de la forteresse de Gdańsk. Après la création de la Ville libre de Gdańsk, elle appartenait à la Pologne. Le Club polonais, l'Inspection générale des douanes et, à partir de 1932, le Club maritime polonais y étaient basés. Pendant la Seconde Guerre mondiale, il fut à nouveau le commandement de l'armée allemande.
Après la guerre, un internat fut créé dans le bâtiment. En 1960, l'établissement a été incorporé au complexe hospitalier provincial. Il est resté partie intégrante de l'hôpital jusqu'en 2006, lorsque la ville a repris l'établissement du bureau du maréchal. Lors de la rénovation en 2007, une inscription de 1935, laissée par le futur défenseur de la Westerplatte, Władysław Deik, a été découverte à l'intérieur. Dans les années 2011-2013, le bâtiment a été à nouveau rénové. Actuellement, il est géré par la Cour d'appel de Gdańsk.